# Pão Negro
Pa negre (prt/bra: Pão Negro) é um filme espanhol de Agustí Villaronga, baseado no romance homónimo de Emili Teixidor, com inspiração de outros textos do autor, como Retrat d'un assassí d'ocells e Sic transit Gloria Swanson. Falado originalmente em catalão, estreou-se no dia 15 de outubro de 2010 na Espanha.
O filme ganhou nove Prémios Goya, incluindo o de melhor filme, melhor realizador e melhor argumento adaptado.
Em setembro de 2011, a obra foi escolhida para representar a Espanha na seleção de filmes que concorrerão uma vaga na categoria de "melhor filme estrangeiro" na premiação Oscar 2012, feito inédito para um filme rodado em catalão.

## Sinopse
Nos anos que sucederam a Guerra Civil Espanhola, na zona rural da Catalunha, Andreu, um menino pertencente ao grupo perdedor, encontra na floresta os cadáveres de um homem e seu filho. As autoridades acusam seu pai pelas mortes, mas para livrar seu progenitor da culpa ele tenta averiguar quem são os verdadeiros responsáveis. Por este ocorrido Andreu desenvolve uma consciência moral frente a um mundo de adultos alimentado pelas mentiras. Para sobreviver, trai suas próprias raízes e acaba descobrindo seu lado mais obscuro.

## Elenco
- Francesc Colomer... Andreu
- Marina Comas... Núria
- Nora Navas... Florència
- Roger Casamajor... Ferriol
- Lluïsa Castell... Ció
- Mercè Arànega... Sra. Manubens
- Marina Gatell... Enriqueta
- Elisa Crehuet... Àvia
- Laia Marull... Pauleta
- Eduard Fernández... mestre
- Sergi López... alcaide

## Prémios e nomeações

### Prémios
| 2011: Prémios Goya XXV: - Melhor filme - Melhor realizador para Agustí Villaronga - Melhor atriz principal para Nora Navas - Melhor atriz secundária para Laia Marull - Melhor atriz revelação para Marina Comas - Melhor ator revelação para Francesc Colomer - Melhor argumento adaptado para Agustí Villaronga - Melhor fotografia para Antonio Riestra - Melhor direção artística para Ana Alvargonzález | 2011: Prémios Gaudí III: - Melhor filme em língua catalã - Melhor atriz principal para Nora Navas - Melhor atriz secundária para Marina Comas - Melhor ator secundário para Roger Casamajor - Melhor realizador para Agustí Villaronga - Melhor argumento para Agustí Villaronga - Melhor fotografia para Antonio Riestra - Melhor música original para José Manuel Pagán - Melhor montagem para Raúl Román - Melhor direção artística para Ana Alvargonzález - Melhor direção de produção para Alex Castellón - Melhor som para Dani Fonrodona, Fernando Novillo e Ricard Casals - Melhor guarda-roupa para Mercè Paloma - Melhor maquilhagem e cabeleireiro para Satur Merino e Alma Casal | 2010: Festival Internacional de Cinema de San Sebastián - Melhor atriz para Nora Navas |

### Nomeações
- 2010: Concha de Ouro, Festival Internacional de Cinema de San Sebastián[9]
- 2011: Melhor ator principal para Francesc Colomer nos Prémios Gaudí
- 2011: Prémios Goya, 14 nomeações,[10] incluindo filme, realizador, atriz principal, atores secundários e revelação.[11]